# Тамбора
Вулканска планина Тамбора (инд. Tambora, Tomboro), такође позната и само као Томборо, је стратовулкан на острву Сумбава у Индонезији. Постао је познат по ерупцији из 1815. године, која је изазвала климатске аномалије 1816. године, због чега је та година названа година без лета. То је била једна од највећих вулканских ерупција у новијој историји. Кратер вулкана висок је 2,722 метра. Висина вулкана у прошлости, достизала је и до 4.300 метара, што га чини једним од највиших врхова у Малајском архипелагу. Велики слојеви магме били су акумулирани у вулкану, тако да је био испуњен дуго времена, све док вулканска активност није достигла свој врхунац и прерасла у колосалну ерупцију у априлу 1815. године.
Ерупција 1815. чула се до 2000 км удаљених насеља на острву Суматра, док је стуб вулканског пепела био видљив са острва Борнео, Сулавеси, Јава и Молучких острва. Због уништавања пољопривредних усева у широј регији, до чега је дошло због избацивања вулканског пепела, наступила је глад и дошло је до појаве болести. Према проценама, укупан број жртава је био око 70.000 људи, док је број страдалих директно од ерупције износи око 11,000-12,000.
У августу 2011. године ниво ризика ерупције вулкана је подигнут са нивоа I (нормалан ниво ризика) на ниво II (повишен ризик), због повећане вулканске активности. У септембру 2011. ниво ризик је поново подигнут и достигао је ниво III (постоји могућност ерупције).

## Географске одлике
Томборо се налази у северном делу острва Сумбава, које припада архипелагу Мала Сундска острва. Острво је део Сундског вулканског лука, ланца вулканских острва која чине јужни ланац индонежанског архипелага. Вулкан Томборо формира полуострво на Сумбави, познато под називом Сангар. Север полуострва запљускују воде Флореског мора, а на југу је 86 km дуг и 36 km широк залив Салех. На улазу у залив налази се острвце Мојо.
Поред сеизмолога и вулканолога који прате активности вулканске планине, Томборо је област интереса и за археологе и биологе. Планина такође привлачи туристе због планинарења и активностима у дивљини, иако у мањем броју. Два најближа града су Домпу и Бима. Око планинских падина постоје три концентрације села. На истоку је село Сангар, на северозападу су села Доро Пети и Песанграхан, а на западу је село Калабаи.
Постоје две руте за успон до калдере вулкана. Прва почиње у селу Доро Мбоха на југоистоку планине и прати асфалтирани пут кроз плантажу индијског ораха до надморске висине од 1.150 m. Пут се завршава на јужном делу калдере, до које се на 1.950 m може доћи само пешачењем. Ова локација обично служи као базни камп из којег се може пратити вулканска активност. Друга рута почиње из села Панцасила на северозападу планине и она је искључиво пешачка. Дугачка је 16 km. Успон од села на 740 m надморске висине до калдере траје отприлике 14 сати, уз паузе на путу до врха. Стаза води кроз густу џунглу са дивљим светом међу којима су Елеокарпус, водени варан, мрежасти питон, јастребови, кукмаста кока хумкашица, браон медојед, жутоћубасти какаду, дивља свиња, гривански јелен, макаки ракојед итд.